# Superfície planetària

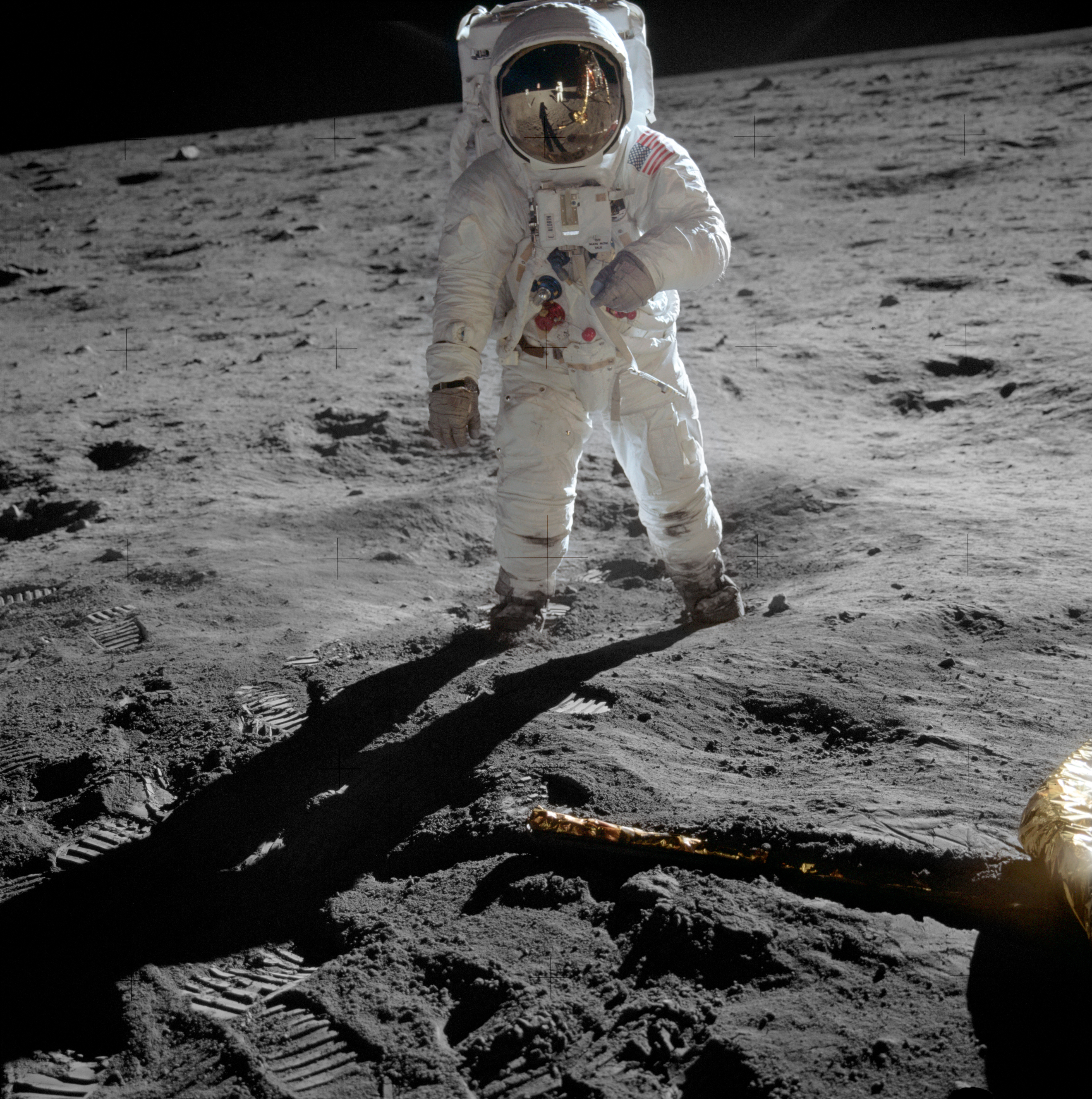
L'astronauta de l'Apollo 11 Buzz Aldrin caminant per la superfície de la Lluna, que consta de regolit lunar (fotografiat per Neil Armstrong, el juliol de 1969).

OSIRIS-REx recollint una mostra de superfície de l'asteroide 101955 Bennu el 2020
— (Imatge a mida completa)

Una superfície planetària és on el material sòlid (o líquid) de l'escorça exterior de certs tipus d'objectes astronòmics entra en contacte amb l'atmosfera o l'espai exterior. Les superfícies planetàries es troben en objectes sòlids de massa planetària, inclosos planetes tel·lúrics (inclosa la Terra), planetes nans, satèl·lits naturals, planetesimals i molts altres cossos menors del Sistema Solar (CMSS o de l'anglès SSSB, Small Solar System body). L'estudi de les superfícies planetàries és un camp de la geologia planetària conegut com a geologia de la superfície, però també un focus d'una sèrie de camps que inclouen cartografia planetària, topografia, geomorfologia, ciència atmosfèrica i astronomia. Terra (o sòl) és el terme donat a les superfícies planetàries no líquides. El terme aterratge s'utilitza per descriure la col·lisió d'un objecte amb una superfície planetària i normalment té una velocitat a la qual l'objecte pot romandre intacte i romandre unit.
En els cossos diferenciats, la superfície és on l'escorça es troba amb la capa límit planetària. Qualsevol cosa per sota d'això es considera subterrània o submarí. La majoria dels cossos més massius que les súper-Terres, incloses els estels i els gegants gasosos, així com els nans gasosos més petits, passen de manera contigua entre fases, inclòs gas, líquid i sòlid. Com a tals, generalment es consideren que no tenen superfícies.
Les superfícies planetàries i la vida superficial són d'interès particular per als humans, ja que és l'hàbitat principal de l'espècie, que ha evolucionat per moure's sobre la terra i respirar aire. Per tant, l'exploració espacial humana i la colonització espacial se centren molt en elles. Els humans només hem explorat directament la superfície de la Terra i la Lluna. Les grans distàncies i complexitats de l'espai fan que l'exploració directa fins i tot d'objectes propers a la Terra sigui perillosa i costosa. Com a tal, totes les altres exploracions han estat indirectes mitjançant sondes espacials.
Les observacions indirectes per sobrevol o òrbita actualment proporcionen informació insuficient per confirmar la composició i les propietats de les superfícies planetàries. Gran part del que se sap és de l'ús de tècniques com l'espectroscòpia astronòmica i el retorn de mostres. Els mòduls d'aterratge han explorat les superfícies dels planetes Mart i Venus. Mart és l'únic altre planeta que ha tingut la seva superfície explorada per una sonda de superfície mòbil (rover). Tità és l'únic objecte no planetari de massa planetària que ha estat explorat per un mòdul aterratge. Els mòduls d'aterratge han explorat diversos cossos més petits, com ara 433 Eros (2001), 25143 Itokawa (2005), Tempel 1 (2005), 67P/Churyumov–Gerasimenko (2014), 162173 Ryugu (2018) i 1019525 Bennu (2019). S'han recollit mostres de superfície de la Lluna (retornada el 1969), 25143 Itokawa (retornada el 2010), 162173 Ryugu i 101955 Bennu.

## Distribució i condicions
Les superfícies planetàries es troben a tot el Sistema Solar, des dels planetes tel·lúrics interiors, fins al cinturó d'asteroides, els satèl·lits naturals dels planetes gegants gasosos i més enllà fins als objectes transneptunians. Les condicions de la superfície, les temperatures i el relleu varien significativament a causa d'una sèrie de factors, inclòs l'albedo, sovint generat per les mateixes superfícies. Les mesures de les condicions superficials inclouen l'àrea de superfície, la gravetat superficial, la temperatura superficial i la pressió superficial. L'estabilitat de la superfície es pot veure afectada per l'erosió per processos eòlics, hidrologia, subducció, vulcanisme, sediments o activitat sísmica. Algunes superfícies són dinàmiques mentre que altres es mantenen sense canvis durant milions d'anys.

## Exploració
La distància, la gravetat, les condicions atmosfèriques (pressió atmosfèrica extremadament baixa o extremadament alta) i factors desconeguts fan que l'exploració sigui costosa i arriscada. Això requereix les sondes espacials per a l'exploració primerenca de les superfícies planetàries. Moltes sondes estacionàries tenen un rang d'estudi limitat i, generalment, sobreviuen a superfícies extraterrestres durant un període curt, però les sondes mòbils (astromòbils) han estudiat àrees de superfície més grans. Les missions de retorn de mostres permeten als científics estudiar els materials de la superfície extraterrestres a la Terra sense haver d'enviar una missió tripulada, però en general només és factible per a objectes amb poca gravetat i atmosfera.

### Missions passades
La primera superfície planetària extraterrestre que es va explorar va ser la superfície lunar per Luna 2 el 1959. La primera i única exploració humana d'una superfície extraterrestre va ser la Lluna, el programa Apollo va incloure la primera passejada per la lluna el 20 de juliol de 1969 i el retorn amb èxit de mostres de superfície extraterrestre a la Terra. La sonda Venera 7 va ser el primer aterratge d'una sonda en un altre planeta el 15 de desembre de 1970. La Mars 3 va "aterrar suaument" i va retornar dades de Mart el 22 d'agost de 1972, el primer astromòbil a Mart va ser la Mars Pathfinder el 1997, el Mars Exploration Rover ha estat estudiant la superfície del planeta vermell des del 2004. El NEAR Shoemaker va ser el primer a aterrar suaument en un asteroide: 433 Eros el febrer de 2001, mentre que Hayabusa va ser el primer a retornar mostres de 25143 Itokawa el 13 de juny de 2010.Huygens va aterrar suaument i va retornar dades de Tità el 14 de gener de 2005.
Hi ha hagut molts intents fallits, més recentment Fobos-Grunt, una missió de retorn de mostra destinada a explorar la superfície de Fobos.
- Venera 9 va retornar la primera imatge de la superfície d'un altre planeta el 1975 (Venus).[5]

## Materials superficials
- La superfície seca, rocosa i gelada del planeta Mart (fotografiada per la Viking Lander 2, maig de 1979) està composta per regolita rica en òxid de ferro
- Planes de còdols de la lluna de Saturn Tità (fotografiada per la sonda Huygens, el 14 de gener de 2005) compostes per estats de gel d'aigua fortament comprimits. Aquesta és l'única fotografia terrestre d'una superfície planetària exterior del Sistema Solar
- La superfície del cometa Tempel 1 (fotografiada per la sonda Deep Impact), consta d'una pols fina que conté aigua i argiles riques en diòxid de carboni, carbonats, sodi i silicats cristal·lins.

El material de la superfície planetària més comú al Sistema Solar sembla ser el gel d'aigua. El gel superficial es troba tan a prop del Sol com Mercuri, però és més abundant més enllà de Mart. Altres superfícies inclouen matèria sòlida en combinacions de roca, regolit i elements químics congelats i compostos químics. En general, el gel predomina a les superfícies planetàries més enllà de la línia de gelades, mentre que més a prop del Sol predominen la roca i la regolita. Els Minerals i els hidrats també poden estar presents en quantitats més petites a moltes superfícies planetàries.

### Aparicions rares a la superfície

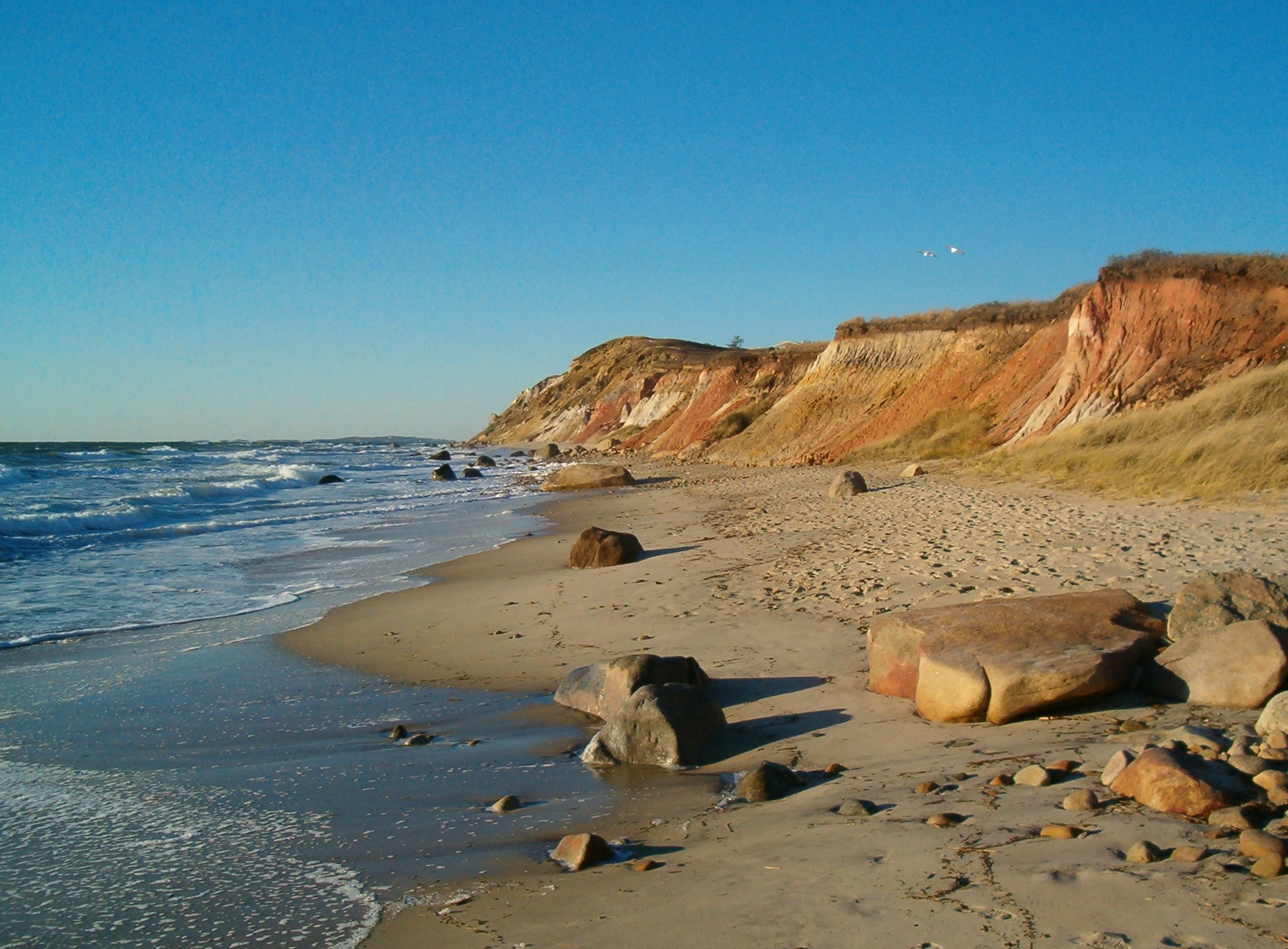
Línia de costa a la Terra: terra, mar, sorra i argiles erosionades. La superfície de la Terra està formada per una àmplia varietat de materials rics en aigua, carboni i silici.

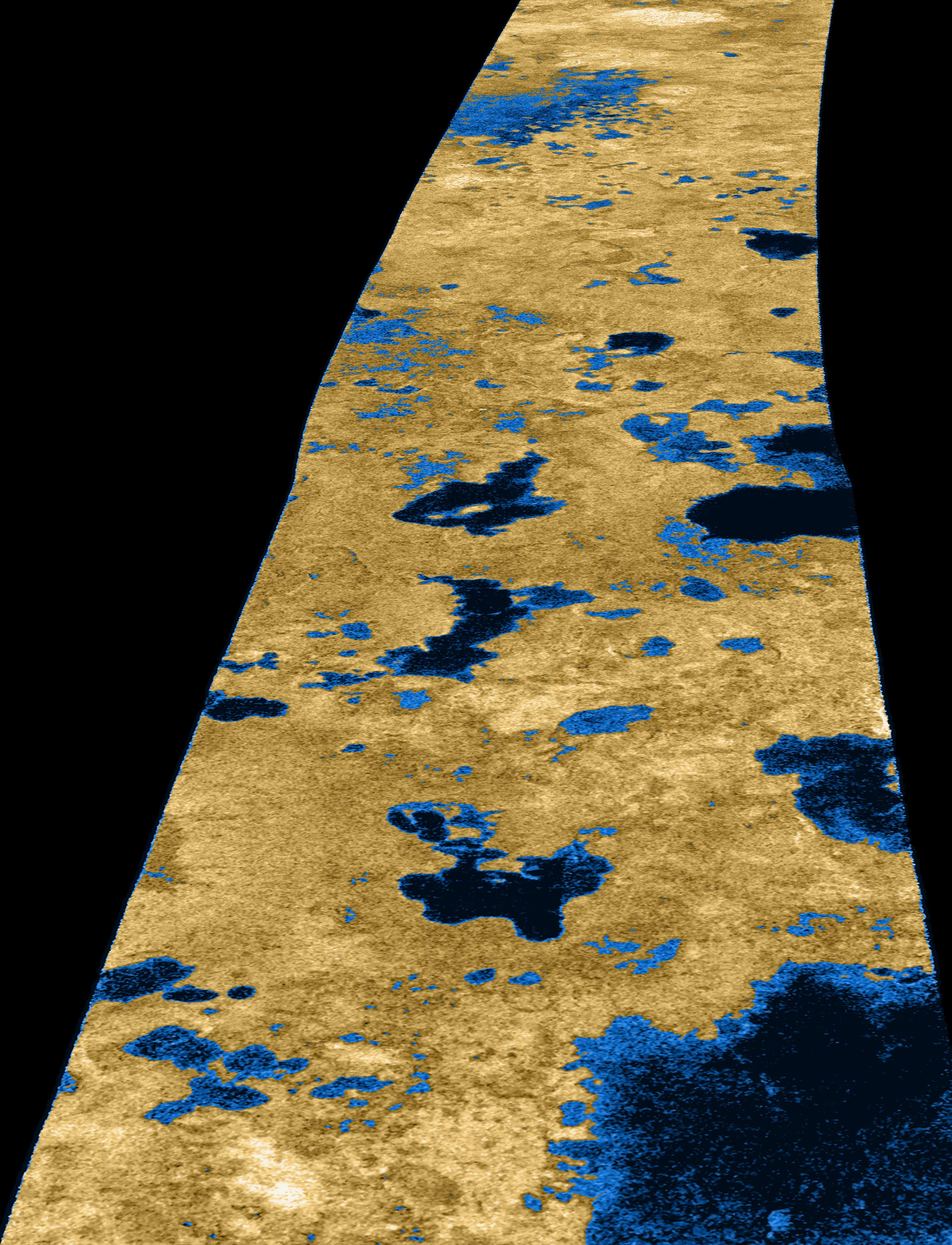
Vista de radar en perspectiva del Bolsena Lacus de Tità (a baix a la dreta) i altres llacs d'hidrocarburs de l'hemisferi nord

El líquid superficial, tot i que és abundant a la Terra (el cos més gran de líquid superficial és l'oceà mundial) és rar en altres llocs, una excepció notable és Tità, que té el sistema de llacs d'hidrocarburs més gran conegut, mentre que l'aigua superficial, abundant a la Terra i essencial per a totes les formes conegudes només existeix com a fluxos estacionals en vessants càlids marcians i a les zones d'habitabilitat d'altres sistemes planetaris.
El vulcanisme pot provocar fluxos com ara lava a la superfície de cossos geològicament actius (el més gran és el flux del volcà Amirani  a Io). Moltes de les roques ígnies de la Terra es formen a través de processos rars en altres llocs, com ara la presència de magma volcànic i aigua. Els dipòsits minerals superficials com ara olivina i hematita descoberts a Mart pels astromòbils lunars proporcionen evidència directa de l'aigua estable en el passat a la superfície de Mart.
A part de l'aigua, molts altres materials superficials abundants són únics de la Terra al Sistema Solar, ja que no només són orgànics sinó que s'han format a causa de la presència de vida; aquests inclouen terres carbonatades, pedres calcàries, vegetació i artificial encara que aquesta última està present a causa de l'exploració de sondes (vegeu també Objectes artificials a superfícies extraterrestres).

#### Compostos orgànics extraterrestres
Cada cop es troben més compostos orgànics en objectes de tot el Sistema Solar. Tot i que és poc probable que indiqui la presència de vida extraterrestre, tota la vida coneguda es basa en aquests compostos. Les molècules complexes de carboni es poden formar a través de diverses interaccions químiques complexes o lliurades a través d'impactes amb petits objectes del sistema solar i es poden combinar per formar els "blocs de construcció" de la vida basada en carboni. Com que els compostos orgànics són sovint volàtils, la seva persistència com a sòlid o líquid en una superfície planetària és d'interès científic, ja que indicaria una font intrínseca (com ara de l'interior de l'objecte) o residu de quantitats més grans de material orgànic conservat en circumstàncies especials durant escales temporals geològiques o una font extrínseca (com ara una col·lisió passada o recent amb altres objectes). La radiació dificulta la detecció de matèria orgànica, la qual cosa fa que la seva detecció en objectes sense atmosfera més propers al Sol sigui extremadament difícil.
Alguns exemples d'esdeveniments probables inclouen:
- Tolins: molts objectes transneptunians, inclòs Plutó-Caront,[8] Tità,[9] Tritó,[10] Eris,[11] Sedna,[12] 28978 Ixion,[13] 90482 Orcus,[14] 24 Themis[15][16]
- Hidrat de metà (CH₄·5.75H₂O) – Oberó, Titània, Umbriel, Plutó, 90482 Orcus, Cometa 67P

##### A Mart
L'exploració marciana, que inclou mostres preses per astromòbils terrestres i espectroscòpia de satèl·lits en òrbita, ha revelat la presència d'una sèrie de molècules orgàniques complexes, algunes de les quals podrien ser biosignatures en la recerca de vida.
- Tiofè (C
4H
4S)[17]
- Politiofè (polímer de C
4H
4S)[18]
- Metanotiol (CH
3SH)[19]
- Sulfur de dimetil (CH
2S)[19]

##### A Ceres
- Hidrogencarbonat d'amoni (NH
4HCO
3).[20][21]
- Gilsonita[22]

##### A Encèlad
- Metilamina/Etilamina[23] (CH₃ NH₂)
- Acetaldehid[23] (CH₃ CHO)

##### Al cometa 67P
La sonda espacial Philae (mòdul de descens) va descobrir els següents compostos orgànics a la superfície del cometa 67P:.
- Acetamida (CH
3CONH
2)
- Acetona (CH₃)₂CO
- Isocianat de metil (CH
3NCO)
- Propionaldehid (CH
3CH
2CHO)

### Materials inorgànics

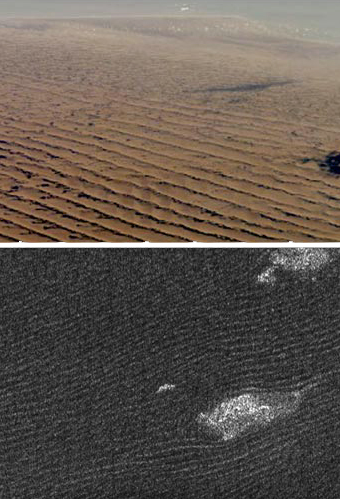
Dunes de sorra al Desert del Namib a la Terra (a dalt), en comparació amb les dunes de Belet a Tità

La següent és una llista no exhaustiva de materials superficials que es troben en més d'una superfície planetària juntament amb les seves ubicacions per ordre de distància al Sol. Alguns s'han detectat per espectroscòpia o imatges directes des de l'òrbita o el sobrevol.
- Gel (H
2O) – Mercuri (polar); sistema Terra-Lluna;[27] Mart (polar); Ceres[28] i alguns asteroides com 24 Themis;[29] Llunes de Júpiter – Europa,[30] Ganimedes i Cal·listo; Tritó ;[31] les llunes de Saturn – Tità i Encèlad; les llunes d'Urà – Miranda, Umbriel, Oberó; els objectes del cinturó de Kuiper que inclouen el sistema Plutó-Caront, Haumea, 28978 Ixion, 90482 Orcus, 50000 Quaoar
- Roca de silicat: Mercuri, Venus, Terra, Mart, asteroides, Ganímedes, Calisto, Lluna, Tritó
- La regolita – Mercuri;[32] Venus,[33] sistema Terra-Lluna; Mart (i les seves llunes Fobos i Deimos); asteroides (inclòs 4 Vesta[34]); Tità
- Gel de nitrogen (N) – Plutó–Caront,[35] Tritó,[36] Objectes del cinturó de Kuiper, Plutins
- Sofre (S) – Mercuri; Terra; Mart; Llunes de Júpiter: Io i Europa

#### Inorgànics rars
- Sals – Troians de la Terra, Mart, Ceres, Europa i Júpiter,[37] Encèlad[38]
- Argilosos – Terra; Mart;[39] asteroides inclòs Ceres[40] i Tempel 1;[41] Europa[42]
- Sorra – Terra, Mart, Tità
- Carbonat de calci (CaCO
3) – Terra, Mart[43][44]
- Carbonat de sodi (Na
2CO
3) – Terra, Ceres[45][46][47]

##### Gels de carboni
- Gel sec (CO
2) – Mart (polar);[48] Ariel;[49] Umbriel;[49] Titània;[49] Ganímedes;[50] Callisto[50]

- Gel de monòxid de carboni (CO) - Tritó[51]

## Accidents geogràfics

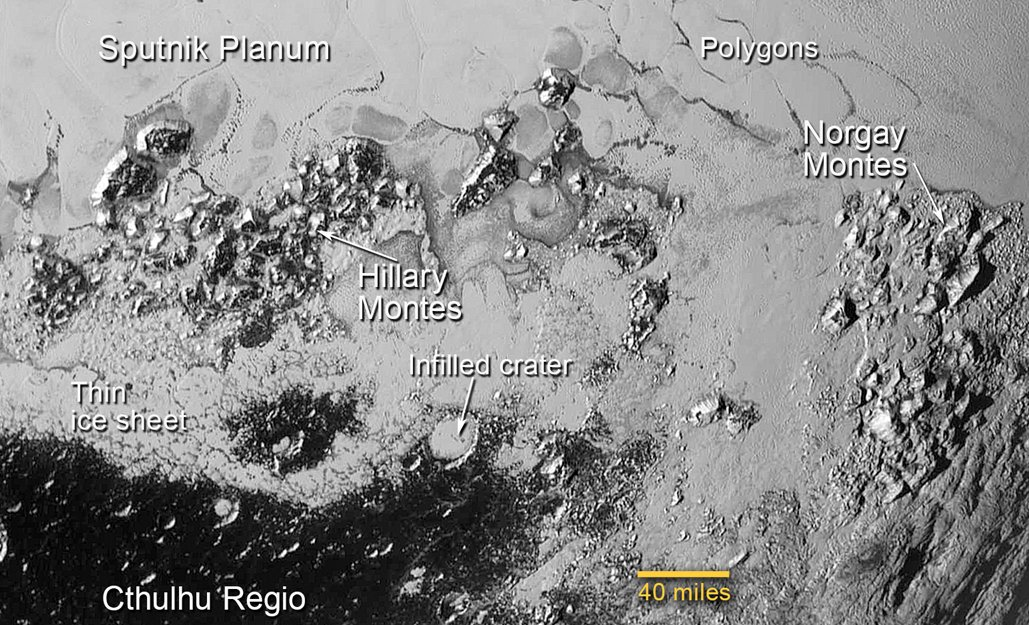
El Tombaugh Regio de Plutó (fotografiat per New Horizons sobrevolant el 14 de juliol de 2015) sembla exhibir característiques geomorfològiques que abans es pensava que eren úniques a la Terra.

Les característiques comunes de la superfície inclouen:
- Cràters d'impacte (encara que més rars en cossos amb atmosferes espesses, el més gran és Hellas Planitia a Mart)
- Dunes tal com es troben a Venus, la Terra, Mart i Tità
- volcans i criovolcans
- Rimes
- Muntanyes (la més alta és Rheasilvia a 4 Vesta)[cal citació]
- Cingles
- Canyons i valls (el més gran és Valles Marineris a Mart)
- Coves
- Tubs de lava, que es troben a Venus, la Terra, la Lluna i Mart

## Superfície dels gegants gasosos
Normalment, es considera que els gegants gasosos no tenen superfície, encara que poden tenir un nucli sòlid de roca o diversos tipus de gel, o un nucli líquid d'hidrogen metàl·lic. Tanmateix, el nucli, si existeix, no inclou prou massa de la massa del planeta per ser considerat realment una superfície. Alguns científics consideren que el punt en què la pressió atmosfèrica és igual a 1 bar, equivalent a la pressió atmosfèrica a la superfície de la Terra, és la superfície del planeta.

## Vida
Les superfícies planetàries s'investiga la presència de vida extraterrestre passada o present. Thomas Gold va ampliar el camp avançant la possibilitat de la vida i de l'anomenada biosfera profunda sota la superfície d'un cos celeste, i no només a la superfície.

### Xovinisme superficial i surfacisme
A més, Thomas Gold ha criticat la ciència que només se centra en la superfície i no a sota en la seva recerca de la vida com a "xovinisme superficial".
De la mateixa manera, l'enfocament en la defensa de l'espai territorial i lligat a la superfície, particularment per a la colonització espacial, com ara Mart, s'ha anomenat surfisme, deixant de banda l'interès per les atmosferes i la possible habitabilitat humana atmosfèrica, com ara la superfície de Venus.